# Iwan Timofejewitsch Frolow
Iwan Timofejewitsch Frolow (russisch Иван Тимофеевич Фролов; * 1. September 1929; † 18. November 1999 in Moskau) war ein Philosoph, Journalist und Politiker der UdSSR.

## Biografie
Frolow studierte bis 1953 Philosophie an der Lomonossow-Universität Moskau und belegte Vorlesungen auch für Biologie. 1952 arbeitete er redaktionell beim Verlag der Akademie der Wissenschaften der UdSSR. 1958 promovierte er am Institut für Philosophie der Akademie der Wissenschaften. Seit 1960 war er Mitglied der KPdSU. 1965 promovierte er zum Dr. phil. zum Thema „Probleme der Methodologie der biologischen Forschung“. Von 1965 bis 1968 war er stellvertretender Sekretär des Zentralkomitees der KPdSU.
Frolow war von 1968 bis 1977 Chefredakteur der russischen Zeitschrift Woprossy filosofii (Fragen der Philosophie), 1986 bis 1987 Chefredakteur der Zeitschrift Kommunist (das theoretische und politische Organ des Zentralkomitees der KPdSU) und 1989 bis 1991 Chefredakteur der Prawda. Er war zudem Mitglied der Akademie der Wissenschaft der UdSSR. Von 1989 bis 1991 war er Sekretär des ZKs (Sekretariat des Zentralkomitees der Kommunistischen Partei der Sowjetunion) und 1990 bis 1991 Vollmitglied des Politbüros der KPdSU. Seit 1986 war er enger Berater des Generalsekretärs der KPdSU Michail Gorbatschow in philosophischen und ideologischen Fragen und unterstützte ihn bei den Reformbestrebungen (Perestroika und Glasnost) in der KPdSU und in der Sowjetunion.
Frolow war Experte in Fragen des dialektischen Materialismus und der Erkenntnistheorie, der Philosophie der Naturgeschichte, des modernen Humanismus und der sozialen und philosophischen Probleme der technischen Revolution. Seine Forschung widmete sich der Wissenschaftsgeschichte und Wissenschaftstheorie, globale Problemen seiner Zeit, dem umfassenden Studium des Menschen, sozialethischen und humanistischen Fragen der Entwicklung von Wissenschaft und Technik, Philosophie und Geschichte der Biologie und Genetik, Problemen der Bedeutung von Leben und Tod des Menschen. Er veröffentlichte mehr als 450 Werke, von denen viele in verschiedenen Ländern der Welt veröffentlicht wurden.